# بريان ريني
بريان ريني (بالإنجليزية: Bryan Rennie)‏ هو مؤرخ أمريكي، ولد في 1954.